# کنتربری-بنکس‌تاون
کنتربری-بنکس‌تاون (به انگلیسی: Canterbury-Bankstown) یک منطقهٔ مسکونی در استرالیا است که در نیو ساوت ولز واقع شده‌است.